# ستيف لوند
ستيف لوند (بالإنجليزية: Steve Lund)‏ هو شخصية أعمال أمريكي، ولد في 30 أكتوبر 1953.